# ImagineNative
ImagineNative ou ImagineNative Film + Media Arts Festival est un festival de cinéma autochtone à Toronto, et le plus grand festival de films et d'arts médiatiques autochtones au monde. Jason Ryle est son directeur général. En mars 2019, il a lancé Protocoles et chemins cinématographiques, un guide de production « pour la collaboration avec les communautés, cultures, concepts et histoires des peuples de Premières Nations, Métis et Inuit ». En novembre 2019, ImagineNative est devenu le premier festival du film autochtone qui peut qualifier un film aux Oscars, dans la catégorie Oscar du meilleur court métrage en prises de vues réelles.
En plus de son festival annuelle à l’automne à Toronto, ImagineNative présente pendant toute l’année des visionnements de films, d’oeuvres en réalité virtuelle et de séries dans les centres communautaires.